# Campionato Italiano Slalom 2008
Il Campionato Italiano Slalom (CIS) 2008 si è svolto tra il 24 marzo e il 5 ottobre 2008 in 12 gare suddivise in due gironi da 6 gare ciascuno e distribuite in otto regioni diverse. Il titolo di campione italiano slalom è stato vinto per la terza volta da Luigi Vinaccia, mentre quello di campione under 23 è stato vinto da Giuseppe Gulotta.

## Calendario
| Tappa | Data         | Girone | Slalom                          | Sede             |
| ----- | ------------ | ------ | ------------------------------- | ---------------- |
| 1     | 23 marzo     | 1      | Slalom Città di Cantalice       | Cantalice        |
| 2     | 6 aprile     | 1      | Slalom Torregrotta-Roccavaldina | Torregrotta      |
| 3     | 20 aprile    | 2      | Slalom Guspini-Arbus            | Arbus            |
| 4     | 11 maggio    | 1      | Slalom Riviera del Corallo      | Alghero          |
| 5     | 8 giugno     | 1      | Slalom Città di Campobasso      | Campobasso       |
| 6     | 22 giugno    | 2      | Slalom Luino-Montegrino (a)     | Luino            |
| 7     | 6 luglio     | 1      | Slalom Susa-Moncenisio (b)      | Susa             |
| 8     | 13 luglio    | 2      | Slalom del Mare dei Trabocchi   | Ortona           |
| 9     | 3 agosto     | 1      | Slalom di San Piero Patti       | San Piero Patti  |
| 10    | 7 settembre  | 2      | Slalom di Montescaglioso        | Montescaglioso   |
| 11    | 21 settembre | 2      | Slalom dell'Agro Ericino        | Valderice        |
| 12    | 5 ottobre    | 2      | Slalom Salerno-Croce di Cava    | Cava de’ Tirreni |

- (a) Gara anticipata dal 29 giugno al 22 giugno.
- (b) Gara rinviata dal 25 maggio al 6 luglio.

## Classifiche

### Sistema di punteggio
Per concorrere al titolo di campione italiano slalom 2008 il regolamento sportivo prevede la partecipazione ad almeno 3 gare di campionato mentre per il titolo Under 23 2008 è necessario ottenere punti in almeno 6 gare di campionato con un minimo di 2 gare per ciascun girone. Per entrambi i titoli sono considerati validi i punti ottenuti sommando i migliori 4 punteggi di ciascun girone. In ciascuna gara di campionato vengono attribuiti due punteggi cumulabili tra loro: 
- ai primi 3 classificati assoluti secondo il seguente schema[4]

| Posizione | 1ª | 2ª | 3ª |
| Punti     | 3  | 2  | 1  |

- in base alla posizione in classifica di gruppo secondo il seguente schema[4]:

| Posizione di Gruppo | 1ª | 2ª | 3ª | 4ª | 5ª | 6ª | 7ª | 8ª | 9ª | 10ª |
| Punti               | 20 | 15 | 12 | 10 | 8  | 6  | 4  | 3  | 2  | 1   |

### Classifica campionato piloti under 23
| Pos | Pilota           | Girone 1 | Girone 1 | Girone 1 | Girone 1 | Girone 1 | Girone 1 | Girone 2 | Girone 2 | Girone 2 | Girone 2 | Girone 2 | Girone 2 | Punti totali | Punti validi |
| Pos | Pilota           | CNT      | TOR      | RIV      | CBS      | SUS      | SPP      | GSP      | LUI      | TRA      | MTS      | AGE      | SAL      | Punti totali | Punti validi |
| --- | ---------------- | -------- | -------- | -------- | -------- | -------- | -------- | -------- | -------- | -------- | -------- | -------- | -------- | ------------ | ------------ |
| 1   | Giuseppe Gulotta |          | 20       |          | 20       |          | 20       |          |          | 20       | 20       | 20       |          | 120          | 120          |
| 2   | Nuccio Pulinas   |          |          | 20       |          |          |          | 20       |          |          |          |          |          | 40           | 40           |
| 3   | Guido La Rosa    |          | 8        |          | 8        |          |          |          |          |          |          |          | 15       | 31           | 31           |
| Pos | Pilota           | CNT      | TOR      | RIV      | CBS      | SUS      | SPP      | GSP      | LUI      | TRA      | MTS      | AGE      | SAL      | Punti totali | Punti validi |
| Pos | Pilota           | Girone 1 | Girone 1 | Girone 1 | Girone 1 | Girone 1 | Girone 1 | Girone 2 | Girone 2 | Girone 2 | Girone 2 | Girone 2 | Girone 2 | Punti totali | Punti validi |

Seguono altri 42 piloti con meno di 30 punti.